# Cannonball Run II
Cannonball Run II é um filme de comédia americano de 1984, dirigido por Hal Needham e sequência de The Cannonball Run.

## Sinopse
Um milionário sheik árabe organiza um rali para que seu filho tenha a chance de se recuperar de um recente fracasso. Os competidores vão partir da Califórnia rumo a Connecticut, sendo que o prêmio é de 1 milhão de dólares para o primeiro colocado. Isso é mais do que suficiente para atrair competidores de toda ordem que, interessados no dinheiro, são capazes de qualquer loucura. 

## Elenco
- Burt Reynolds... J.J. McClure
- Dom DeLuise... Victor Prinzim
- Dean Martin... Jamie Blake
- Sammy Davis, Jr.... Morris Fenderbaum
- Marilu Henner... Betty
- Telly Savalas... Hymie Kaplan
- Shirley MacLaine... Veronica
- Catherine Bach... Marcie do Lamborghini
- Jackie Chan... piloto do Mitsubishi
- Sid Caesar... pescador